# Magyarországi bankok listája
A Magyarországon 2023-ban részvénytársasági formában működő hitelintézetek listája:

## Bankok típus szerint

### Jegybank
1. Magyar Nemzeti Bank

### Állami
1. Agrár-Vállalkozási Hitelgarancia Alapítvány
2. Garantiqa Hitelgarancia Zrt.
3. KELER Központi Értéktár Zrt.
4. Magyar Export-Import Bank Zrt.
5. MFB Magyar Fejlesztési Bank Zrt.

### Kereskedelmi
1. Bank of China (Hungária) Hitelintézet Zrt.
2. CIB Bank Zrt.
3. Erste Bank Hungary Zrt.
4. Gránit Bank Zrt.
5. KDB Bank Európa Zrt.
6. Kereskedelmi és Hitelbank Zrt.
7. MagNet Magyar Közösségi Bank Zrt.
8. Magyar Cetelem Bank Zrt.
9. MBH Bank Nyrt.
10. MBH Befektetési Bank Zrt.
11. MBH Duna Bank Zrt.
12. Merkantil Váltó és Vagyonbefektető Bank Zrt.
13. OTP Bank Nyrt.
14. Polgári Bank Zrt.
15. Raiffeisen Bank Zrt.
16. Trive Bank Hungary Zrt.
17. UniCredit Bank Hungary Zrt.

### Jelzálog
1. Erste Jelzálogbank Zrt.
2. K&H Jelzálogbank Zrt.
3. MBH Jelzálogbank Nyrt.
4. OTP Jelzálogbank Zrt.
5. UniCredit Jelzálogbank Zrt.

### Lakástakarék
1. Erste Lakástakarékpénztár Zrt.
2. Fundamenta-Lakáskassza Lakás-takarékpénztár Zrt.
3. OTP Lakástakarékpénztár Zrt.

### Hitelintézeti fióktelepek
1. Bank of China Limited Magyarországi Fióktelepe
2. BNP PARIBAS Magyarországi Fióktelepe
3. China Construction Bank (Europe) S.A. Magyarországi Fióktelepe
4. Citibank Europe plc. Magyarországi Fióktelepe
5. Cofidis Magyarországi Fióktelepe
6. Deutsche Bank AG Magyarországi Fióktelepe
7. HYPO-Bank Burgenland AG Magyarországi Fióktelepe
8. ING Bank N.V. Magyarországi Fióktelepe
9. Oberbank AG Magyarországi Fióktelepe